# Venonia joejim
Venonia joejim är en spindelart som beskrevs av Yoo och Volker W. Framenau 2006. Venonia joejim ingår i släktet Venonia och familjen vargspindlar.
Artens utbredningsområde är Palau. Inga underarter finns listade.